# Szkoła Podstawowa nr 2 im. Aleksandry Piłsudskiej w Suwałkach
Szkoła Podstawowa nr 2 im. Aleksandry Piłsudskiej w Suwałkach – jedna z dwóch najstarszych szkół podstawowych w Suwałkach, uroczyście obchodząca w październiku 2019 swoje 100-lecie. Z okazji jubileuszu odsłonięto przy szkole pamiątkową tablicę, list gratulacyjny nadesłali minister edukacji narodowej i poseł Dariusz Piontkowski oraz Jarosław Zieliński, poseł i sekretarz stanu w Ministerstwie Spraw Wewnętrznych i Administracji - absolwent szkoły.
W stuletniej historii Szkoły kierowało nią 14 dyrektorów oraz pracowało 400 nauczycieli. Mury szkoły w trakcie całej historii działalności opuściło ponad 10 tysięcy absolwentów - naukowców, artystów, prawników, lekarzy, nauczycieli, inżynierów, polityków, duchownych i przedsiębiorców.
Szkoła w roku szkolnym 2019/20 prowadzi 30 oddziałów w których uczy się 637 uczniów oraz 75 przedszkolaków w 3 grupach przedszkolnych. W szkole pracuje 73 nauczycieli.

## Historia
Placówka istnieje od 1919 roku, kiedy to powołano równocześnie dwie szkoły - numer 1 i numer 2. Szkołę nr 2 umieszczono w prywatnym budynku przy ul. Tadeusza Kościuszki 68. W 1920 roku liczyła 288 uczniów (195 dziewcząt i 93 chłopców). W szkole zostało zatrudnionych sześć nauczycielek a kierownikiem został pan Gawuć. W roku szkolnym 1921/1922 placówkę przekształcono w szkołę żeńską.
Obszerną historię szkoły zamieszcza okolicznościowe wydawnictwo "Jubileusz suwalskiej Jedynki i Dwójki" wydany z okazji 100-lecia obu placówek.

## Wyróżnienia
- „Szkoła z klasą” (2004/2005)
- „Szkoła bez przemocy” (2006/2007)
- Medal „Zasłużony dla Miasta Suwałk” (2006)[6]

## Absolwenci
- Jarosław Zieliński[4]